# Kaspar Dönhoff
Kaspar Dönhoff (* 1. Januar 1587; † 4. Juli 1645 in Warschau) war Woiwode von Dorpat und Sieradz, sowie polnischer Oberhofmarschall.

## Familie
Fürst Kaspar Dönhoff entstammte der Familie Dönhoff und war ein Sohn des Gerhard von Dönhoff († nach 1602) und der Margarethe von Zweiffel († 1622).
Er war seit 1615 vermählt mit Anna Aleksandra Koniecpolska († 1651). Aus der Ehe gingen eine Tochter Anna, die Großmutter des polnischen Königs Stanislaus I. Leszczyński und damit Urgroßmutter der französischen Königin Maria Leszczyńska, und drei Söhne hervor, darunter Zygmunt Ernest Denhoff († 1655).
Kaspar Dönhoff war Stammvater der Reichsfürsten Dönhoff (polnisch Denhoff), welche in Polen blühten, jedoch bereits im vierten Glied, im Jahre 1745 im Mannesstamm wieder erloschen.

## Leben
Dönhoff war 1627–1634 Woiwode von Dorpat und (1634–1645) von Sieradz, königlicher Rittmeister, ab 1639 Hofmarschall der Königin und Starost von Wieluń, Lauenburg, Radomsko, Bolesław, Sokal, Mallschütz, Sobbowitz sowie Klonów.
Er stand in der Gunst König Sigismund III. Wasas, dessen enger Berater Dönhoff war. Für König Władysław IV. Wasa war er als Gesandter beim Kaiser um Cäcilia Renata von Österreich als dessen Braut zu werben.
Kaspar Dönhoff wurde gemeinsam mit seinen Brüdern Magnus Ernst Dönhoff († 1642) und Gerhard Dönhoff († 1648) am 11. Januar 1633 in Wien von Kaiser Ferdinand II. in den Reichsgrafenstand sowie am 8. August 1637 jedoch allein, im Zuge seiner erfolgreichen Brautwerbung für seinen König, in den Reichsfürstenstand gehoben.
Dönhoff war ein sehr wohlhabender Mann der auch umfangreiche Bauvorhaben umsetzte. Zuerst ließ er das Schloss in seiner Starostei Bolesław umbauen und dort einen Italienischen Garten anlegen. Um 1630 ließ er in Kruszyn ein barockes Residenzschloss errichten. Hier hatte er seinen Hauptwohnsitz. Es folgte 1636 der Neubau in Ujazd was ihn näher an Warschau brachte. Obwohl er zahlreiche Schlösser besaß, lebte er häufig in einem hölzernen adligen Landhaus nahe dem Wohnsitz des Königs in Warschau. Er wurde in der in seinem Auftrag erbauten Grabeskapelle seiner Familie am polnischen Nationalheiligtum auf dem Jasna Góra in Tschenstochau bestattet.